# Haplolabida altipeta
Haplolabida altipeta är en fjärilsart som beskrevs av Louis Beethoven Prout 1921. Haplolabida altipeta ingår i släktet Haplolabida och familjen mätare. Inga underarter finns listade i Catalogue of Life.